# 戈西戰鬥
戈西戰鬥（Battle of Gossi）是一場發生於2013年5月10日的戰鬥，一支馬利軍部隊在戈西（Gossi）遭遇到西非統一和聖戰運動（MOJWA）份子的自殺炸彈攻擊。

## 概況
2013年5月10日，三名伊斯蘭份子徒步至檢查哨時進行自殺炸彈攻擊的行動。三人當中部分遭到馬利士兵擊斃，部分則引爆炸彈後身亡，馬利軍中有四人受傷。當局則發表聲明指出，伊斯蘭份子有四人死亡，馬利軍隊中兩人受傷，而並沒有平民死傷的消息。
同日，因非洲領導馬利國際支援任務（AFISMA）而駐守馬利的尼日軍隊同樣遭受自殺炸彈攻擊，自殺炸彈客身亡，但尼日軍方表示並未造成任何損失。尼日軍對法新社表示，凌晨五點時，一輛滿載炸藥的車輛闖入軍營中，出於自衛行動而開始對可疑份子攻擊。雖然最終炸彈仍被引爆，但未有士兵傷亡。
5月11日，前加奧警長Alioune Touré表示，他認為此兩起事件是MOJWA所為。